# Staatse leger

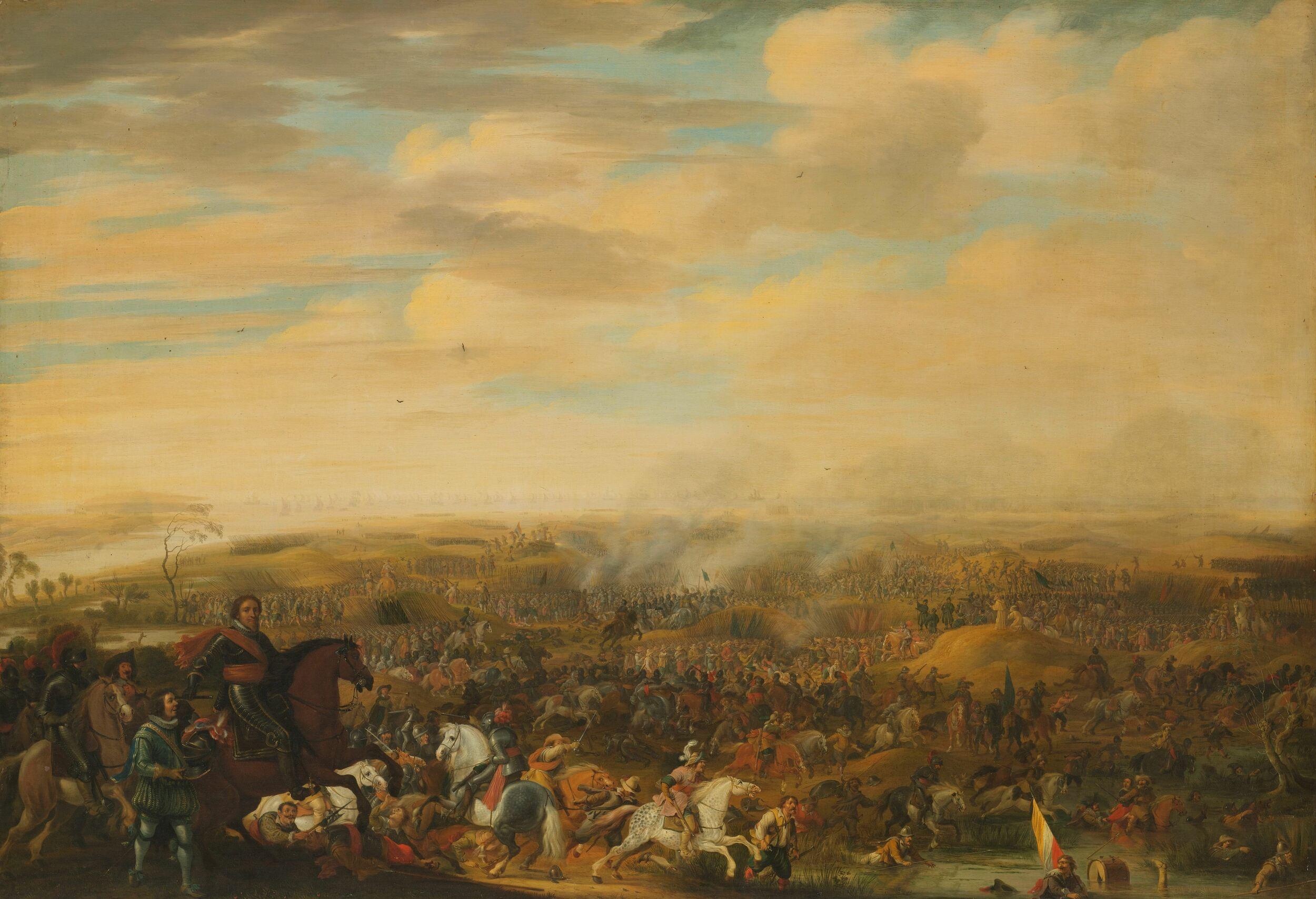
Het Staatse leger bij Nieuwpoort in gevecht met het leger van Vlaanderen.

Het Staatse leger was het leger van de Verenigde Provinciën (vanaf 1588 de Republiek der Zeven Verenigde Nederlanden) van 1576 tot aan de oprichting van de Bataafse Republiek in 1795.
Het ontstond als gevolg van de besluiten van 25 september 1576 door de Staten-Generaal van de Nederlanden. Tijdens de Tachtigjarige Oorlog was het belast met de strijd tegen de Spaanse machthebbers en daarna onder meer met de verdediging van de barrièresteden.
Het leger was vanaf 1586 een instrument van de noordelijke gewesten, samengesteld uit ruiterij en voetvolk en verenigd in vendels. Filips van Lalaing (1537-1582) was een van de eerste bevelhebbers.
Een belangrijke ontwikkeling was de overgang na 1588 van een krijgsmacht die voornamelijk bestond uit tijdelijk aangeworven manschappen, waardgelders, naar een leger van permanent onder de wapenen gehouden beroepssoldaten (staand leger). De invoering van de aan Maurits van Nassau, de latere prins van Oranje, toegeschreven, maar vooral op aandringen van zijn neef Willem Lodewijk van Nassau-Dillenburg tot stand gekomen legerhervormingen veroorzaakte die verandering. Het was namelijk te kostbaar geworden de goed getrainde, veelal buitenlandse huursoldaten, na afloop van ieder krijgsseizoen af te danken.
Nieuw was ook dat de soldaten oefenden met schijngevechten, schieten en manoeuvres. Dit kwam Maurits aanvankelijk op hoongelach te staan, maar later bleken zijn manschappen beter te presteren en kwam er waardering.

## Organisatie
Het Staatse voetleger was ingedeeld in compagnieën. De grootte van een compagnie wisselde maar had vanaf 1588 een vaste samenstelling van officieren. Zo waren er 3 'grote' officieren, officieren met een hoge rang. De 'grote' officieren bestonden uit een kapitein, luitenant, en een vaandrig en zij hadden de leiding over de compagnie. De 'kleine' officieren waren overige militairen die een ambt bekleedden. Iedere compagnie had vanaf 1588 tot einde zestiende eeuw aan 'kleine' officieren : 2 sergeanten, 3 korporaals, 2 tamboers, een schrijver en een chirurgijn. Tussen 1599 en 1668 was ook de provoost onderdeel van de compagnie. Tot 1599 hadden compagnieën van 200 en 150 man een extra muzikant.
De schrijver had als taak de financiële administratie van de compagnie bij te houden in het kasboek, zoals soldijbetalingen en andere uitgaven. De tamboers moesten goed met hun instrumenten om kunnen gaan. Ook moesten ze vreemde talen spreken, omdat zij indien nodig, naar de vijand werden gestuurd om krijgsgevangen vrij te kopen. De korporaals hadden als taak het leren van de manschappen met het hanteren van de wapens. De sergeant was de belangrijkste 'kleine' officier en hij moest voor de discipline van de manschappen zorg dragen en erop toezien dat alle manschappen netjes in het gelid liepen. Het vaandel was een belangrijk herkenningspunt tijdens het gevecht en het verlies ervan werd als een grote schande gezien. De vaandrig moest het vaandel met zijn leven beschermen. De kapitein was degene die van de overheid de toestemming kreeg een compagnie op te richten en te onderhouden. De keuze voor kapitein was daarom erg belangrijk. De plaatsvervanger van de kapitein was de luitenant.

## Nationaliteiten
De helft van de soldaten die dienden in het Staatse leger bestond uit Nederlanders. De andere helft bestond uit andere nationaliteiten zoals Duitsers, Engelsen, Schotten, Fransen en soms ook Zwitsers en Zweden. Buitenlandse soldaten waren nodig omdat in het binnenland te weinig mannen wilden dienen. Een belangrijk voordeel was tevens dat buitenlanders minder snel desertie pleegden en naar huis keerden.

## Kapitein-generaal der Unie

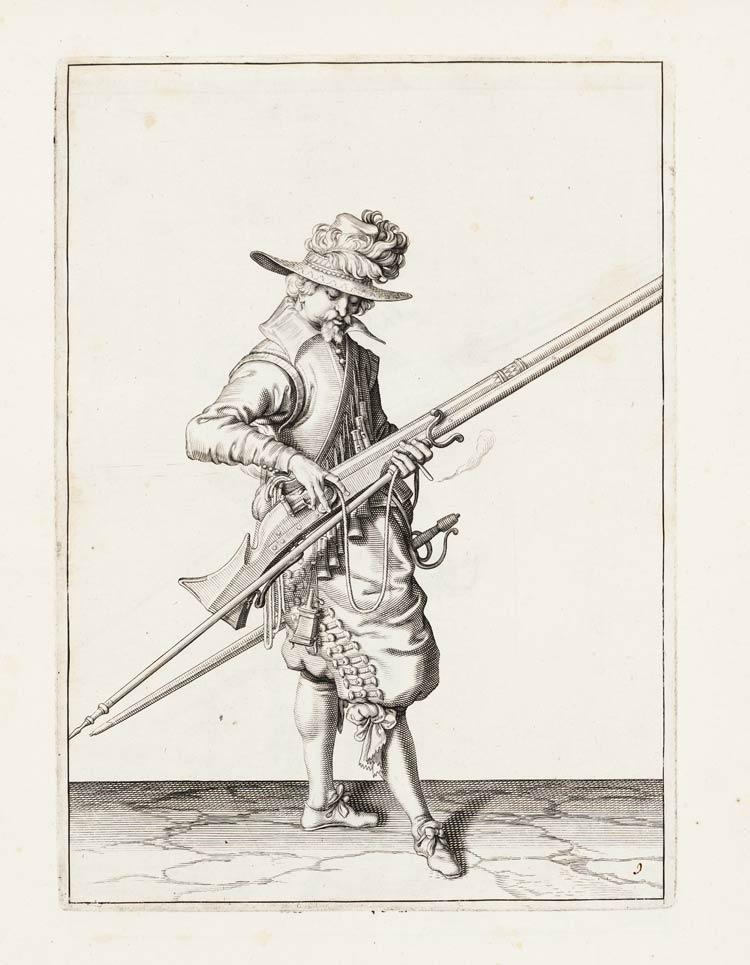
Musketier die lont controleert, door Jacob de Gheyn (II).

In de beginjaren had het Staatse leger geen opperbevelhebber: ieder gewest had een eigen kapitein-generaal; meestal de stadhouder van dat gewest. Voor de positie van opperbevelhebber van het Staatse leger werd op 25 september 1576 door de Staten-Generaal Filips van Aerschot, de hertog van Croy benoemd. Anton van Goignies werd aangesteld als marischal du camp, ofwel veldmaarschalk.
Ten tijde van de Republiek ontstond er de officiële titel van kapitein-generaal der Unie, die Maurits, graaf van Nassau (de jure sinds 1589 aanvoerder van het Staatse leger), steevast door de Staten-Generaal werd geweigerd. Zijn halfbroer en opvolger Frederik Hendrik van Oranje werd bij zijn aantreden in 1625 zonder problemen benoemd, evenals diens zoon en opvolger Willem II van Oranje-Nassau.
Aan het einde van het Eerste Stadhouderloze Tijdperk bepaalden de Staten-Generaal krachtens het Eeuwig Edict (1667) en de Akte van Harmonie uit 1670 dat het stadhouderschap onverenigbaar was met de functie van admiraal-kapitein-generaal. Met het herstel van het stadhouderschap tijdens het Rampjaar 1672 werd deze akte afgeschaft en werd het kapitein-generaalschap in 1674 in de mannelijke lijn erfelijk verklaard, dat daarmee samen kwam te vallen met de dynastie van de Oranje-stadhouders.
Kapitein-generaal der Unie
- (1589-1625: de facto Maurits van Nassau)
- 1625-1647: Frederik Hendrik van Oranje
- 1647-1650: Willem II van Oranje
- 1650-1672: vacant
- 1672-1702: Willem III van Oranje
- 1702-1747: vacant
- 1747-1751: Willem IV van Oranje-Nassau
- 1751-1793: Willem V van Oranje-Nassau
- 1793-1795: Willem Frederik, erfprins van Oranje-Nassau[4]

## Compagnievaandels
Elke compagnie had een eigen vaandel of ruitervaan (standaard) dat tot het uiterste moest worden verdedigd. De vaandels deden behalve als onderlinge herkenning, tevens dienst als oriëntatiepunt in het strijdgewoel.

## Geschiedschrijving
Traditioneel hebben historici aangenomen dat het Staatse leger tot aan 1590 niet veel voorstelde, dat er pas onder Maurits en Willem Lodewijk een modern, effectief, professioneel leger van zou zijn gemaakt en bovendien dat Maurits' Staatse leger een voorbeeld werd voor heel Europa. In de 20e eeuw hebben sommige Angelsaksische historici zelfs geponeerd dat de hervormingen van Maurits leidden tot een "militaire revolutie", hoewel andere historici dit concept weer bekritiseerden en verwierpen. Swart (2006) stelde vast dat wetenschappers vrijwel geen onderzoek deden of hadden gedaan naar de organisatie en ontwikkeling van het Staatse leger voor 1590, maar er toch standaard een zeer negatief oordeel over meenden te kunnen vellen.